# 5-я отдельная Кубанская кавалерийская бригада
5-я отдельная Кубанская кавалерийская бригада — соединение кавалерии РККА для решения специальных задач военного командования в Забайкалье.

## Формирование и дислокация бригады
В 1920 году к охране государственной границы РСФСР с Монголией и Китаем приступили части и соединения 5-й Красной Армии: 5-я Кубанская кавалерийская дивизия (до февраля 1922 года), 13-я Сибирская кавалерийская дивизия, 30-я стрелковая дивизия (до октября 1920 года), 35-я стрелковая дивизия (до октября 1921 года).
В июле 1922 года 5-я Кубанская кавалерийская дивизия была свернута в 5-ю отдельную Кубанскую кавалерийскую бригаду трёхполкового состава.
Управление 5 окбр дислоцировалось в городе Верхнеудинск (станция Дивизионная).
Командование 5 кбр приняло непосредственное участие в создании Бурятской кавалерийской школы младшего командного состава, которая открылась в ноябре 1924 года в бывших царских казармах в Нижней Берёзовке под Верхнеудинском.
Выпускники школы направлялись служить в Отдельный бурят-монгольский кавалерийский эскадрон. В 1927 году на базе Бурятской кавалерийской школы и Бурят-монгольского кавалерийского эскадрона был сформирован Бурят-монгольский кавалерийский дивизион (Буркавдивизион). Первое национальное воинское формирование Бурятии — Бурят-Монгольский кавалерийский дивизион входил в состав 5 кбр. Командиром дивизиона был назначен бывший помощник командира 75-го кавполка 5-й кавбригады Леонид Андреевич Бусыгин.
27-й кавполк (с 1925 года 75-й кавполк) дислоцировался непосредственно на границе с Китаем в городе Троицкосавск. Дислокация 73-го кавполка на 1929 год — город Нерчинск.
Командиром-комиссаром бригады в октябре 1928 года был назначен К. К. Рокоссовский, служивший до этого в бригаде командиром 27-го кавполка, а ещё раньше командиром 3-й бригады 5 окбр.
В начале 1930-х годов в состав 5 окбр вошёл 64 Кавказский кавалерийский полк, выведенный из состава 2-й отдельной Кавказской кавалерийской бригады имени Закавказского ЦИК (ЗакВО).
В феврале—марте 1932 года 5 окбр переформирована в 15-ю кавалерийскую Кубанскую дивизию (с 1932 комдив К. К. Рокоссовский, с марта 1938 комдив М. Ф.Малеев) с дислокацией управления дивизии в посёлке Даурия. Дивизия занималась охраной Китайской Восточной железной дороги на территории северного Китая до её продажи в 1935 году Маньчжоу-го (фактически — Японии). По некоторым данным дивизия существовала до 1940 г.

## Участие в боевых действиях
Когда в июне 1921 года в Забайкалье вторглись белогвардейские отряды Азиатской конной дивизии генерал-лейтенанта барона Р. Ф. фон Унгерна-Штернберга, 5-я Кубанская кавалерийская дивизия была переброшена в Даурию и активно участвовала в разгроме этих отрядов. Полки дивизии также вели боевые действия против остатков белогвардейских отрядов атамана Г. М. Семёнова.
В конце сентября 1929 года 73-й кавполк под командованием М. М. Якимова после артобстрела захватил и взорвал китайскую крепость Шивей (Шивейсян) на китайском берегу реки Аргунь напротив станицы Олочинская. Это было сделано после того, как китайцы напали на жителей станицы и ограбили их.
В 1929 году 5-я отдельная Кубанская кавалерийская бригада в составе Забайкальской группы войск под командованием комкора С. С. Вострецова участвовала в Маньчжуро-Чжалайнорской наступательной операции РККА (конфликт на КВЖД). 73-й кавполк за трое суток совершил переход из Нерчинска в район проведения операции, сохранив боеспособность. 18 ноября части 5 окбр перешли Аргунь по тонкому льду и во взаимодействии со стрелковыми частями начали наступление на китайский город Чжалайнор. В этот же день город был занят. 19 ноября с боем был захвачена железнодорожная станция Маньчжурия. 5-я кавбригада и Бурят-монгольский кавдивизион организовали преследование белогвардейской конницы. Бои проходили в условиях суровой зимы, в отрыве от баз снабжения. Лошади были изнурены настолько, что конные атаки прекратились с обеих сторон. При сближении решающую роль играла артиллерия.
В начале январе 1930 года части бригады вернулись на места своей постоянной дислокации.

## Состав бригады и дислокация частей
1922—1925: кп, кп, 27 кп, 25-й конно-горный артдивизион
1925—1932: 73 кп (Нерчинск), 74 кп, 75 кп (Троицкосавск).
Отдельный Бурят-Монгольский Краснознаменный кавалерийский полк (Кяхта). С начала 1929 года — Нижняя Берёзовка (станция Дивизионная), в 1935 — Нижняя Березовка БМАССР.

### 1931
- Управление 5 кавбригады — посёлок Даурия;
- 73-й кавалерийский полк — город Нерчинск;
- 74-й кавалерийский полк — посёлок Даурия;
- 75-й кавалерийский полк — посёлок Даурия;
- Конно-артиллерийский дивизион — посёлок Даурия.

01.07.1935
- Управление 15 Кубанской кавдивизии — посёлок Даурия;
- 64 Кавказский кавалерийский полк — Разъезд No 74;
- 73 кавалерийский полк — посёлок Даурия;
- 74 кавалерийский полк — посёлок Даурия;
- 75 кавалерийский полк — город Нерчинск;
- Конно-артиллерийский дивизион — посёлок Даурия;
- 15 механизированный полк — посёлок Даурия;
- 15 конно-артиллерийский полк — посёлок Даурия

## Командование

### Командиры бригады
- Писарев (1923)
- Помощников А. Л. (1926)
- Рокоссовский К. К., командир-комиссар 5 окбр (октябрь 1928—январь 1929, апрель 1929—1930).

### Военные комиссары
- Хрусталёв — военком 5 окбр (1924)
- Зубарин Т. М. — военком 5 окбр

### Командиры полков
- Рокоссовский Константин Константинович, — командир 27 кп (1922—1928)
- Полевик Василий Алексеевич, командир 27 кп (1923—1925), начальник бригадной школы младшего комсостава, заведующий разведкой бригады.
- Якимов Макар Михайлович — командир 73 кп (1929)
- Павлов Дмитрий Григорьевич, командир и комиссар 75 кп (1928—1930)

## В бригаде (с 1932 — дивизии) служили
- Мальцев Андрей Прокофьевич, командир эскадрона 75 кп, командир эскадрона, а затем начальник штаба 73 кп, (1926—1931)
- Полевик, Василий Алексеевич, помощник командира по строевой части 25 кп (1921-1923).
- Рыбалко Павел Семёнович, командир эскадрона 75 кп (1926—1927)
- Фондеранцев Герасим Ефимович, полковник, командир эскадрона (1929), участник боёв на КВЖД
- Хетагуров Георгий Иванович, командир батареи в 25-м артдивизионе (1928—1930).
- Цыбиков Доржи Санжеевич, служил в отдельном Бурят-Монгольском кавалерийском дивизионе.
- Балдынов Илья Васильевич, командир взвода 74 кп (1928-1929), с 1929 в Буркавдивизионе.
- Логинов, Николай Логинович, помощник командира 15 Кубанской кавдивизии в 1936—1940 гг.
- Аскалепов Василий Семёнович, с января 1940 года — командир 118 кп 15 Кубанской кавдивизии.